# IC 1763
IC 1763 је спирална галаксија у сазвјежђу Пећ која се налази на листи објеката дубоког неба у Индекс каталогу.
Деклинација објекта је - 27° 48' 41" а ректасцензија 1h 59m 11,5s. Привидна величина (магнитуда) објекта IC 1763 износи 13,9 а фотографска магнитуда 14,7. IC 1763 је још познат и под ознакама ESO 414-20, MCG -5-5-25, PGC 7514.